# Pjotr Petrovič Zagrjažski
Pjotr Petrovič Zagrjažski (rusko Пётр Петро́вич Загря́жский), ruski general, * 1778, † 1849.
Bil je eden izmed pomembnejših generalov, ki so se borili med Napoleonovo invazijo na Rusijo; posledično je bil njegov portret dodan v Vojaško galerijo Zimskega dvorca.

## Življenje
Leta 1796 je vstopil v Pavlogradski lahki konjeniški polk, s katerim se je udeležil bojev na Kavkazu; v sestavi polka je bil povišan v podporočnika.
25. septembra 1800 je bil povišan v polkovnika; udeležil se je kampanje leta 1805 in 1807 proti Francozom. 23. aprila 1809 je postal poveljnik Nežinskega dragonskega polka. 
Za zasluge med patriotsko vojno je bil 20. julija 1813 povišan v generalmajorja. 
Decembra 1816 je postal poveljnik brigade v 1. konjeniški lovski diviziji, 13. julija 1819 poveljnik 1. huzarske divizije, 23. oktobra istega leta je postal poveljnik 1. dragonske divizije in 1. novembra 1828 poveljnik 1. konjeniške lovske divizije. 
6. januarja 1826 je bil povišan v generalporočnika. Za zasluge med rusko-turško vojno 1828-29 je bil 13. februarja 1829 imenovan za poveljnika celotne rezervne konjenice.
Upokojil se je 16. decembra 1833.